# 王爱勤
王爱勤（1966年—），广西上思人，壮族，广西大学教授，中华人民共和国政治人物、第十一届全国人民代表大会广西地区代表。
毕业于广西大学作物栽培学与耕作学专业。加入农工党。2008年起担任全国人大代表。